# Розумні речі
«Розумні речі» (рос. «Умные вещи») — радянський музичний фільм-казка, поставлений на кіностудії «Ленфільм» у 1973 році режисером  Анатолієм Граником за однойменною казкою  Самуїла Маршака. Прем'єра фільму відбулася 30 грудня 1973 року.

## Сюжет
На ярмарку в звичайній лавці старий продає чарівні речі: скатертину-самобранку, чоботи-скороходи, шапку-невидимку. Дудка-самогудка і чарівне дзеркало сподобалися бідному музиканту, але грошей у нього не було. Старий віддав йому ці речі з умовою, що він поверне їх через рік. Але не тільки музикантові сподобалися ці речі: багач вирішив забрати їх, обдуривши музиканта і відправивши його до в'язниці. Але чарівні речі не принесли багатієві ні грошей, ні щастя.

## У ролях
- Сергій Паршин —  музикант
- Наталія Богунова —  наречена
- Микола Крюков —  старий, господар «розумних речей»
- Євген Весник —  книгоноша, він же «посол»
- Олександр Дем'яненко —  продавець «розумних речей», він же «перекладач посла»
- Валерій Носик —  рудий кравець
- Георгій Антонов —  чорний кравець
- Павло Панков —  пан
- Марина Мальцева —  бариня
- Наталія Патракова —  дочка пана
- Роман Ткачук —  цар
- Людмила Арініна —  цариця
- Ігор Готовкін —  спадкоємець
- Рудольф Рудін —  канцлер
- Рем Лебедєв —  міністр внутрішніх справ
- Сергій Дрейден —  старий лакей
- Аркадій Трусов —  старий солдат

## Знімальна група
- Автори сценарію —  Анатолій Граник, Олексій Тверський
- Режисер-постановник —  Анатолій Граник
- Головний оператор —  Микола Строганов
- Головний художник —  Михайло Щеглов
- Композитор —  Надія Симонян
- Звукооператор —  Наталія Левітіна